# Johan Fredrik Thaulow
 Ikke at forveksle med Frits Thaulow.
Johan Fredrik Thaulow (født 22. maj 1840 i Kristiania, død 24. april 1912 sammesteds) var en norsk sanitetsgeneral, søn af Moritz Christian Julius Thaulow.
Thaulow tog medicinsk embedseksamen 1864 og var i de følgende år dels konstitueret som marinelæge, dels praktiserende læge på forskellige steder i Norge (1867-1872 i Grimstad). Efteråret 1881–efteråret 1883 var han konstitueret som direktør for Rigshospitalet og forestod som sådan indflytningen i dets nye bygninger. I 1877 var Thaulow blevet korpslæge i Bergenske Brigade og udnævntes 1883 til generalkirurg og chef for arméens lægekorps, fra 1888 med titel og rang af generalmajor, 1901 af generalløjtnant. Som generalkirurg forestod han gennemførelsen af organisationen af hærens sanitetsvæsen. I 1889 udnævntes han til sanitetsgeneral og chef for sanitetsvæsenet, fra 1892 tillige til chef for marinens sanitet. Han fik afsked 1909. Thaulow foretog hyppige rejser i udlandet, navnlig som deltager i internationale lægekongresser. Under den spansk-amerikanske krig 1898 besøgte han med offentligt stipendium De forenede Stater for at studere sanitetsvæsen og deltog i ekspeditionen til Kuba. Han var teknisk delegeret for Norge til at bistå den diplomatiske repræsentant på den internationale fredskonference i Haag 1899. I det kommunale liv deltog han som medlem af Kristiania Repræsentantskab 1881-1896; i Norges Forsvarsforening har han indtaget en fremskudt plads. Thaulow har indlagt sig megen fortjeneste af det norske militære sanitetsvæsen, hvis materiel og organisation han med stor administrativ evne har bragt op til en fuldt moderne højde. Som formand i det norske Røde Kors virkede han for uddannelse af sygeplejersker i krig og fred.